# Prime nazioni
Le Prime Nazioni o First Nations (in inglese) o Premières nations (in francese), sono i popoli indigeni o autoctoni dell'odierno Canada che non sono né Inuit né Métis (Meticci). Numericamente le Prime Nazioni sono concentrate in Ontario e in Columbia Britannica ma sono presenti in tutte le province e territori.
Il termine Prime Nazioni è stato coniato negli anni ottanta del Novecento per sostituire l'ormai arcaico termine di "bande indiane", in una visione formalmente più rispettosa della multiculturalità del Paese, ottica che ha fatto seguito ad un lungo periodo di assimilazione culturale forzata, di cui i fatti relativi alle scuole residenziali indiane, inizialmente riportati da Peter Bryce nel 1922, sono forse i più noti al grande pubblico.
Alcuni popoli sono ancora ufficialmente riconosciuti dal governo canadese come "indiani", ai quali sono assicurati i diritti espressi dalla contestata legge detta Indian Act o Loi sur les Indiens. In Canada l'uso del termine "nativi americani" è usato soprattutto per definire gli indiani americani che vivono negli Stati Uniti.
Nel loro insieme, le Prime Nazioni, gli Inuit e i Métis vengono chiamati aborigeni canadesi, prime popolazioni o popolazioni indigene.

## Terminologie discutibili
"Prime Nazioni" è un termine ancora legalmente indefinito, introdotto nell'uso comune all'inizio degli anni ottanta, probabilmente da Elder Sol Sanderson, per sostituire il termine Tribù Indiana.
In Canada si identifica il termine tribù come: "gruppo di indiani il cui uso e i benefici della terra sono stati sottratti dalla monarchia canadese", o i cui scopi e diritti rientrano nell'Indian Act.
Attualmente in Canada vi sono più di 600 Prime nazioni o tribù, di cui circa la metà situate nelle provincie dell'Ontario e della Columbia Britannica. L'uso del termine "Prime nazioni" ha sollevato diverse polemiche, sia tra coloro che si definiscono come il popolo indigeno canadese, sia tra i cosiddetti bianchi; di fatto secondo le leggi internazionali, questa terminologia non ha alcun valore giuridico per definire un "popolo indigeno" o una "nazione" di fatto.
Sia il governo canadese, sia molte popolazioni indigene fanno uso del termine di Prime nazioni in segno di rispetto verso queste popolazioni, identificando se stessi come Prime nazioni, non pretendendo di essere considerati come una sorta di stato-nazione, mentre vengono considerati separatisti, coloro i quali non usano questa terminologia, o insistono con il termine "popolo indigeno". In Canada inoltre vi sono altri popoli che usano il termine Prime Nazioni per definire qualsiasi gruppo etnico nomadico e tribale privando di autodeterminazione ogni riconoscimento politico di colonizzazione.
Le riserve indiane e i loro diritti e doveri sono definiti per la legge canadese nel Treaty Seven, ed anche come terre delle Prime nazioni. Alcune riserve sono localizzate all'interno di città, come la Opawikoscikan Reserve situata nella città di Prince Albert nello Stato del Saskatchewan. Bisogna tenere conto che vi sono in Canada più riserve che Prime Nazioni, così come il trattato considera Prime nazioni un insieme di riserve.
Altre terminologie comprendono lo Status indian e il Non-Status Indian ; il secondo definisce un membro delle Prime Nazioni che non possiede i vantaggi e i benefici dello "Status indian". Il significato della parola "indiano" nel linguaggio comune canadese è imprevedibile e mutevole, vista a volte addirittura come offensiva, mentre altri la preferiscono al termine "aborigeno" o "popolo aborigeno". Tutti i membri delle Prime nazioni che hanno ottenuto i vantaggi e i benefici sono inseriti nel Registro Indiano la cui amministrazione, in base all'Indian Act, è svolta dal governo federale canadese per mezzo del Dipartimento per gli affari degli Indiani del Nord.
Phil Fontaine è stato il capo dell'Assemblea delle Prime Nazioni fino al 2009; molti hanno sostenuto che non è sufficiente definire l'appartenenza ad una comunità, esclusivamente in relazione alla discendenza, a ipotesi sulla razza o a registrazione degli antenati, appartenenza che deve essere caratterizzata dalla lealtà verso di essa, attraverso l'educazione, la conoscenza della storia e della politica tradizionali del territorio, della lingua, delle parentele e delle relazioni con i membri della comunità stessa. Nel Royal Proclamation del 1763 definito anche Magna Carta indiana, si stabilisce che la Corona riconosca il popolo indigeno nei territori britannici come a delle "Tribù" o "Nazioni".

## Storia dopo il contatto con gli europei
La cultura delle Prime Nazioni, sicuramente è molto antica, ma viene descritta come se iniziasse al momento dell'invasione degli europei sul continente americano, sulla base dei racconti di trapper, commercianti, esploratori e missionari (cf. il Codex canadiensis). Storicamente è dimostrato che i popoli aborigeni canadesi hanno interagito con gli europei fin dall'anno 1000 d.C., ma vennero stabiliti contatti duraturi solo quando si furono creati insediamenti nei territori. Questi resoconti, seppur parziali, parlano di solito di popolazioni socievoli, alcune delle quali trassero vantaggi commerciando con gli Europei, commerci che vennero successivamente organizzati in entità politiche come la Confederazione degli Irochesi.
Comunque, fin dal tardo XVIII secolo, le Prime Nazioni sono state forzate verso una assimilazione della cultura Europea/Canadese. Il punto più alto di questi tentativi venne raggiunto con la proibizione delle pratiche culturali indigene introdotte nel sistema scolastico residenziale canadese, in base agli "Indian Acts" stipulati verso la fine del XIX secolo e agli inizi del XX.

### Fine del XIX secolo

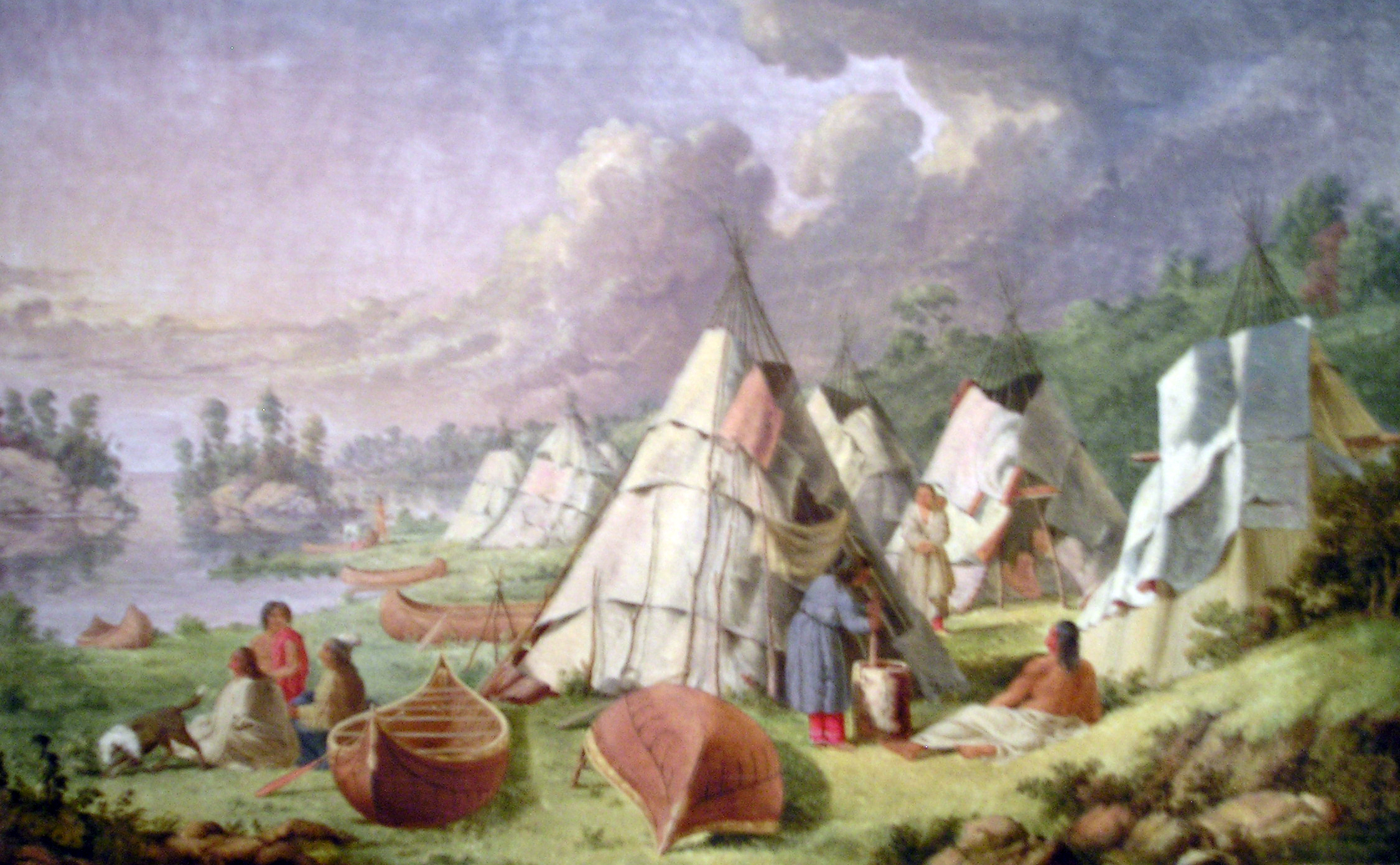
Scena di vita Ojibwa vicino alla Georgian Bay, in un dipinto di Paul Kane.

La condizione del popolo indigeno nelle praterie canadesi si stava sempre più aggravando. Tra il 1875 ed il 1885, il bisonte americano venne cacciato fino a provocarne l'estinzione; la costruzione della Canadian Pacific Railway attrasse dall'est un gran numero di coloni bianchi, amministrazioni, forze di polizia; vennero istituiti tribunali, mentre devastanti epidemie decimavano la comunità Indigena. Tutti questi fattori hanno avuto un profondo effetto sui popoli indigeni, in particolare quelli delle grandi pianure che dipendevano per la loro sopravvivenza dalle migrazioni dei bisonti americani. Molte di queste nazioni stipularono dei trattati per garantirsi i rifornimenti di cibo, e aiuti per avviare un'attività agricola.
Nel momento in cui i bisonti si estinsero (l'ultimo in Canada fu cacciato nel 1879) l'assistente del governatore Edgar Dewdney tagliò i sussidi agli indigeni allo scopo di ridurre i costi. Tra il 1880 ed il 1885 nei Territori del Nord-Ovest morirono di fame circa 3.000 Indigeni.
Alcuni capi indiani appartenenti alla tribù dei Cree non stipularono questi trattati. Nel 1882 Grande Orso rifiutò di aderire al "Trattato 6", ma fu costretto a cedere dalla grave inedia che affliggeva la sua tribù. Il suo tentativo di unire la nazione Indigena fece alcuni progressi e nel 1884 duemila Cree provenienti da diverse riserve si incontrarono a Battleford nel tentativo di organizzare una vasta resistenza. Scoraggiati dalla mancanza di risposte dal governo ma incoraggiati dall'impegno dei Métis nella Ribellione del Nord-Ovest, Wandering Spirit e altri giovani Cree attaccarono la piccola città di Frog Lake, uccidendo Thomas Quinn, l'odiato agente indiano e altre otto persone. Big Bear si oppose attivamente a questa violenza, ma fu accusato di tradimento e condannato a tre anni di prigione.

### Inizi del XX secolo
Agli inizi del XX secolo, il trattamento dei nativi in Canada evolse da una dura repressione al fine di rimuoverli dai loro territori, a sforzi per incoraggiarne l'assimilazione. Tra il 1905 ed il 1911 vennero approvati degli emendamenti all'Indian Act al fine di espropriare le riserve indiane. Fu venduta quasi la metà della riserva di Blackfoot in Alberta. Tra il 1916 ed il 1917 la Nazione Kinai venne ricattata dal governo federale: se non avesse accettato l'accordo di vendita della sua terra si sarebbe vista sospendere i sussidi per lo sviluppo agricolo; i nativi ovviamente dovettero cedere. Nel 1912, nella Columbia Britannica, venne creata la McKenna-McBride, una commissione reale volta a risolvere i contrasti con gli indigeni riguardo alla vendita delle loro terre, tuttavia le rivendicazioni degli Indigeni continuarono ad essere ignorate e la commissione assegnò loro terre di minor valore.
Le comunità che meglio riuscirono a organizzarsi per mantenere la proprietà sulle terre migliori, successivamente divennero ottimi agricoltori; ad esempio gli indigeni che vivevano vicino ai fiumi Cowichan e Fraser e quelli del Saskatchewan furono in grado di produrre buoni raccolti.
Dal 1881, gli Indiani delle praterie chiesero all'agente indiano il permesso di vendere i loro prodotti introducendo nei Territori del Nord-Ovest e la possibilità di lasciare la riserva per un lungo periodo di tempo. Le leggi come la proibizione della danza del sole e delle potlatch erano regolarmente ignorate dagli indigeni nel tentativo di mantenere quel poco della loro libertà e identità cultura rimasta.

### Tardo XX secolo
Dopo la fine della seconda guerra mondiale, in Canada le leggi sulle Prime Nazioni iniziarono a cambiare, anche se molto lentamente. Nel 1951 terminò la proibizione federale dello svolgimento delle cerimonie della potlatch e della danza del sole, e le province accettarono di riconoscere i diritti degli indigeni. Nelle elezioni federali del 1960 a tutti i popoli delle Prime Nazioni fu garantito il diritto di voto, diritto che fu concesso ai Nativi Americani statunitensi fin dal 1920.

#### LaWhite Paperdel 1969
Nella sua 1969 White Paper (o "Carta Bianca del 1969) il Ministero degli affari Indiani e il ministro per lo sviluppo dei territori del nord canadese (onorevole Jean Chrétien), proposero l'abolizione dell'Indian Act canadese, dell'Aboriginal land claims (rivendicazione delle terre degli aborigeni) e l'assimilazione delle Prime Nazioni nel popolo canadese con lo status di "minoranza etnica".
La risposta delle Prime Nazioni non si fece attendere; per voce di Harold Cardinal Capo Indiano dell'Alberta, attraverso un pamphlet con il titolo "Cittadino Oltre", ma più comunemente conosciuto come "Carta Rossa", venne comunicata l'opposizione popolare alla proposta di Chrétien.
Il primo ministro Pierre Trudeau e il Partito liberale canadese ritirarono il loro appoggio alla White Paper.

#### Il caso Ontario Minamata
Nel 1970, presso le seguenti Prime Nazioni: Asubpeeschoseewagong, Wabaseemoong Independent Nation e Aamjiwnaang, venne scoperta una grave contaminazione da mercurio, che fu definita come l'Ontario Minamata disease (il nome deriva dalla malattia di Minamata). Tutti i territori situati presso Dryden, Ontario vennero pesantemente contaminati dal mercurio proveniente dalla Dryden Chemical Company. Il governo provinciale dell'Ontario ordinò immediatamente lo stop al commercio del pesce, alimento che era la base della loro dieta.

#### Elijah Harper & the Meech Lake Accord
Nel 1981 Elijah Harper, un indiano Cree proveniente da Red Sucker Lake, Manitoba, fu il primo indiano canadese ad essere eletto come membro dell'Assemblea Legislativa provinciale. Nel 1990 Harper ottenne visibilità in tutta la nazione canadese grazie al suo rifiuto di sottoscrivere il Meech Lake Accord, durante un'assemblea legislativa del Manitoba, un pacchetto di emendamenti costituzionali, negoziati per ottenere l'adesione del Québec al Constitution Act del 1982.
L'accordo fu negoziato in realtà nel 1987 senza la presenza dei popoli Aborigeni. Fu un fatto increscioso, vista la conclusione fallimentare della terza conferenza costituzionale. L'Assemblea del Manitoba aveva unitamente acconsentito l'approvazione di una mozione che le consentiva di tenere lo stesso una votazione sull'Intesa a causa di specifiche norme procedurali. Con solo dodici giorni alla ratificazione dell'Accordo, Harper iniziò una forma ostruzionismo che impedì all'assemblea di ratificare l'Intesa. In questo modo, tale fallimento non consentì la modifica della costituzione. Inoltre Harper si oppose nel 1992 all'Intesa di Charlottetown, anche se era appoggiata all'Assemblea delle Prime Nazioni dal capo indiano Ovide Mercredi.

#### I diritti delle donne & il Bill C-31
Secondo l'Indian Act, le donne Indigene che si univano in matrimonio con un bianco perdevano il loro peculiare lo status di indiane (treaty status) e così per i loro figli; invece se una bianca sposava un Indigeno, l'uomo aveva la possibilità di mantenerlo. Negli anni settanta la National Native Women Association organizzò una campagna contro questo regolamento discriminante, in contraddizione con lo spirito del trattato, convincendo il governo federale, il 28 giugno 1985, a modificarlo con l'adozione del Bill C-31. Le donne e i bambini che in precedenza persero lo status di indiane furono in grado di riacquistarlo ufficialmente, ma nonostante tale cambiamento, non avrebbero avuto diritto i nipoti di queste coppie. Venne inoltre abolito il concetto di "affrancamento" che i popoli delle Prime Nazione avrebbero potuto utilizzare allo scopo di acquistare certi diritti rinunciando allo status di indiano.

#### La commissione Erasmus-Dussault
Nel 1991, il primo ministro Brian Mulroney creò la Royal Commission on Aboriginal Peoples. In un rapporto pubblicato nel 1996, venne fatta la rivoluzionaria proposta di un governo delle Prime Nazioni pienamente responsabile e con una sua propria giurisdizione, e con il quale il governo federale avrebbe formalmente comunicato nella forma "Nation-to-Nation". Questa proposta offrì un modo completamente differente di fare politica rispetto al tradizionale modello giurisdizionale dell'Indian and Northern Affairs, gestito da un ministro del gabinetto federale. Il rapporto inoltre raccomandava di finanziare i governi delle Prime Nazioni con 2 miliardi di dollari fino al 2010, allo scopo di ridurre il divario socioeconomico con i cittadini bianchi canadesi. Tale denaro rappresentava un notevole incremento del budget corrente del ufficio Affari Indiani del Nord, pari al 50%. Infine il rapporto insisteva sull'importanza che i leader delle prime nazioni si attivassero per escogitare un modo per convincere i loro popoli ad diventare padroni del loro destino.
Il governo federale con a capo Jean Chrétien replicò un anno dopo al rapporto presentando ufficialmente le sue scuse per aver forzato gli indiani ad una forma di acculturazione scelta dal governo federale, offrendo un "iniziale" risarcimento di 350 milioni di dollari.
Nello spirito sostenuto dalla commissione Erasmus-Dussault, vennero stipulati diversi trattati tra i diversi organismi (federali, provinciali e Prime Nazioni), che comunque non impedirono la nascita di diverse crisi politiche. In particolare nel XX secolo:
- Crisi Oka
- Crisi Ipperwash
- Crisi Burnt Church
- Gustafsen Lake Standoff

### Inizio del XXI secolo
Nel 2001, il governo del Québec e la Nazione Cree siglarono il patto "La Pace dei Bravi", in riferimento ad un trattato di pace del 1701 siglato tra i francesi e la lega degli Irochesi. L'accordo consentiva alla ditta Hydro-Quebec di sfruttare le risorse idroelettriche delle province della prima nazione Cree in cambio di 3.5 miliardi di dollari. Più tardi gli Inuit nel nord del Québec si unirono all'accordo.
Nel 2005, tra i capi delle Prime Nazioni, i governi provinciali, e il governo federale venne sottoscritta una "carta del lavoro", il Kelowna Accord
che concedeva 5 milioni di dollari per 5 anni alle Prime Nazioni, ma il nuovo governo federale di Stephen Harper, che nel frattempo si era insediato, non fece pienamente seguito agli impegni sottoscritti. Attualmente, molte Prime Nazioni, insieme ai Métis e agli Inuit, protestano per i fondi insufficienti ottenuti per l'educazione e per la trascuratezza riguardo ai diritti, in diverse circostanze ignorati.
Recentemente James K. Bartleman, vice governatore dell'Ontario, primo aborigeno a occupare tale posizione, ha inserito come priorità nella sua lista elettorale un incoraggiamento al giovane popolo indigeno. Durante il suo periodo in carica che iniziò nel 2002, propose diverse iniziative: dall'alfabetizzazione alla costruzione di ponti.

#### La crisi idrica
Nel 2006 ben 75 Prime Nazioni si trovano in una crisi idrica senza precedenti: furono costretti a bollire l'acqua a causa dell'inquinamento di agenti patogeni.
Quando verso la fine del 2005 venne scoperto l'escherichia coli nei loro impianti di acqua potabile, la crisi idrica della Prima Nazione Kashechewan ricevette attenzione dai media nazionali. L'acqua potabile era fornita da un impianto di depurazione relativamente recente e costruito nel marzo 1998. La causa della contaminazione era dovuta all'intasamento di iniettore per il cloro, che non venne individuato dall'operatore locale, non qualificato per gestire l'impianto. Al momento della scoperta del guasto, il livello di cloro aveva raggiunto una quantità di circa 1,7 mg/l, livello sufficiente a causare vitiligine e scabbia. Un investigatore del Ministero della salute canadese affermò che probabilmente la causa di tali malattie era dovuto alla scarsa igiene. L'evacuazione del Kashechewan fece comprendere all'opinione pubblica canadese che era fondamentale un intervento sociale ed economico in aiuto al popolo aborigeno.
Ad un anno dall'Aboriginal Day of Action, il 29 giugno, 2007, un gruppo di aborigeni canadesi tenne una manifestazione pacifica, estesa a tutto il Paese, allo scopo di sensibilizzare l'opinione pubblica e per porre fine alla povertà diffusa tra i popoli delle Prime Nazioni. 
Tuttavia un'esigua minoranza di facinorosi distrusse dei mezzi di trasporto erigendo delle barricate e accendendo dei falò. Una parte della Highway 401 venne chiusa, così come la Canadian National Railway tra Toronto e Montréal.

## Demografia
Nel corso del XX secolo, la popolazione delle Prime Nazioni del Canada è aumentata di ben 10 volte. Tra il 1900 e il 1950, la popolazione crebbe solo del 29%, mentre dopo gli anni sessanta, il livello della mortalità infantile diminuì drasticamente portando il tasso di crescita fino al 161%. Gli anni ottanta videro il raddoppio del numero dei nati e attualmente almeno la metà della popolazione delle Prime Nazioni ha meno di 25 anni. Il risultato è che per i decenni successivi al 2007 ci si aspetta un forte incremento della popolazione delle Prime Nazioni.

## Diversità

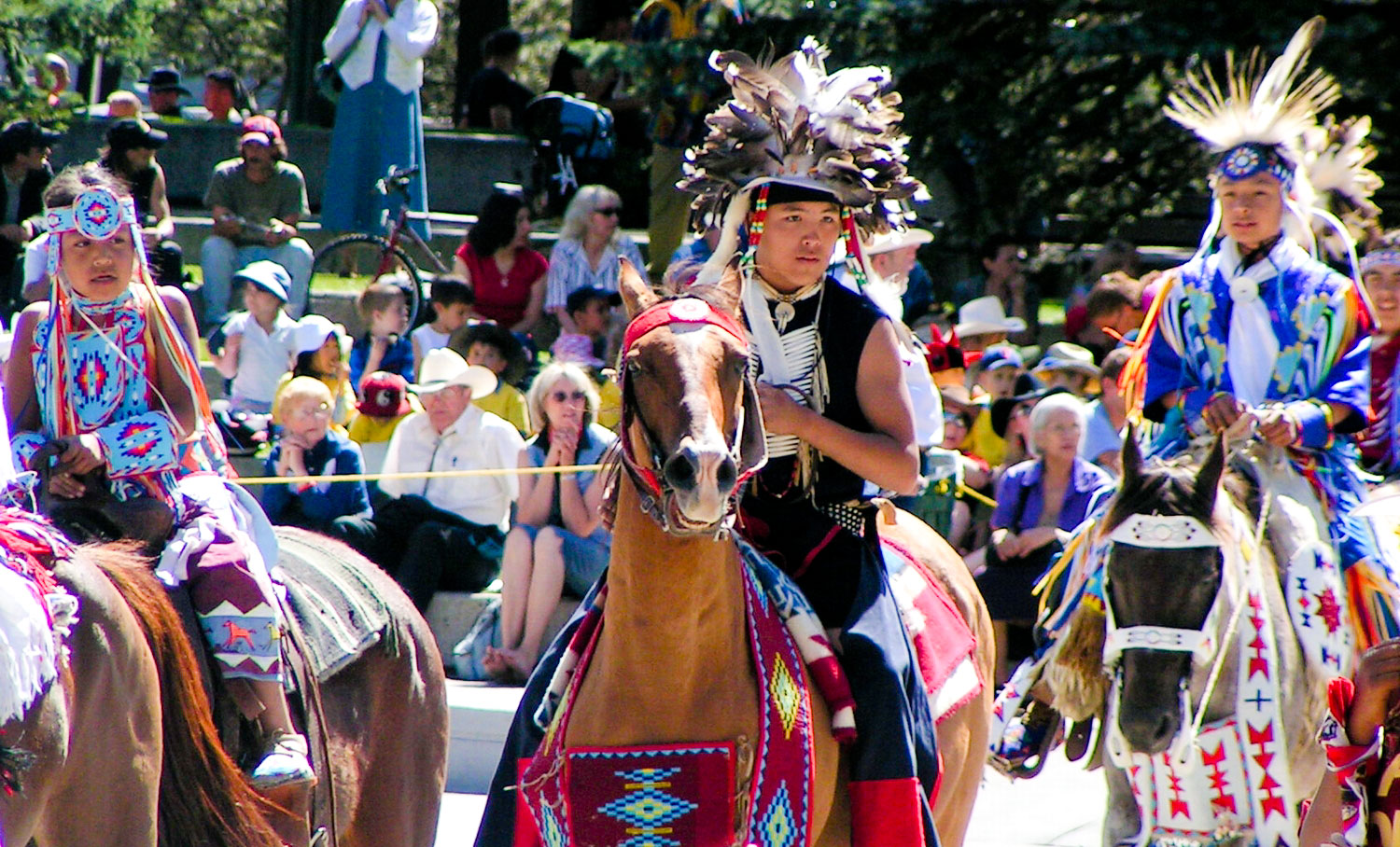
Bambini Tsuu T'ina a una parata

In Canada vi sono diverse culture indigene, provenienti da tutte le regioni del paese. Lista dei popoli delle prime nazioni.

### Aree culturali
I popoli delle Prime Nazioni vengono classificati in base alla cultura e allo stile di vita dei loro antenati che i primi coloni europei avevano potuto iniziare a descrivere. Queste aree culturali corrispondono esattamente alle attuali regioni canadesi.
Nell'area del Costa del Pacifico la vita degli indigeni è centrata sulla pesca di fiume e di mare. Nelle aree interne sulla caccia e sulla pesca. In tutte queste aree la pesca al salmone è centrale nella vita e nella sopravvivenza di tutti i giorni. Nelle regioni delle pianure, l'attività primaria è la caccia al bisonte. Nella taiga e nelle regioni sub-artiche è importante l'allevamento dell'alce. Presso i popoli situati presso i Grandi Laghi e il fiume San Lorenzo viene praticata l'agricoltura, con la coltivazione del mais, dei fagioli della zucca o delle zucchine.
Al giorno d'oggi la varietà dei lavori dei popoli delle prime nazioni non ha nulla da invidiare a quella del popolo di origine europea, e molti di loro vivono stabilmente al di fuori della riserva dei loro antenati. Tuttavia le antiche tradizioni culturali dei loro antenati, sviluppatesi in mezzo alla natura, esercita ancora oggi una forte influenza sulla loro cultura, dalla spiritualità alla politica.

### La diversità dei linguaggi
Quando incontrarono per la prima volta gli europei, i popoli delle prime nazioni erano custodi di una notevole varietà di linguaggi indigeni raggruppati in diverse famiglie. Tuttavia popoli con linguaggi simili non sempre condividevano la stessa cultura. Anche se ancora oggi vi sono molti linguaggi parlati dai popoli delle Prime Nazioni, molti di loro sono in via di estinzione a causa del decremento di coloro che sono ancora in grado di parlarli.

### Organizzazione Politica
I Popoli delle Prime Nazioni erano organizzati in tribù i cui elementi potevano variare da poche persone a un gruppo di nazioni confederate come gli Irochesi. I capi delle Prime Nazioni si incontrarono per l'Assemblea delle Prime Nazioni nel 1968 in occasione nel National Indian Brotherhood (Fratellanza nazionale indiana).
Oggi l'organizzazione è fortemente condizionata dai prodotti e dallo stile di vita europeo. Ma è anche profondamente radicata in tutto il territorio Canadese con diversi punti di vista, politiche, e motivazioni. Molte organizzazioni politiche delle Prime Nazioni sorgono per far valere ragioni e diritti e per negoziare con il Governo Canadese attraverso l'ufficio per le relazioni indiane del Canada del Nord, per tutto ciò che riguarda terra e diritti. Tuttavia non tutte le prime nazioni si uniscono a questi gruppi che preferiscono agire indipendenti.